# 芬蘭廣播公司X3M電台
芬蘭廣播公司X3M電台（瑞典語和芬蘭語：Yle X3M）是芬蘭廣播公司一條以瑞典語廣播的電台頻道，於1997年正式開播，其節目適合15至30歲年輕聽眾收聽。這條頻道在赫爾辛基和瓦薩設有演播室，並於1998年開展網上廣播，成為芬蘭其中一個較早透過網上平台播放的電台頻道。